# 猛洞河站
猛洞河站，位于中华人民共和国湖南省湘西土家族苗族自治州古丈县罗依溪镇，是焦柳铁路上的火车站。车站建于1978年，原名罗依溪站，1992年3月1日起改为现名。2009年新站房完工启用，由广州铁路集团管辖。